# Berufsfachschule für Büroberufe
In der Berufsfachschule für Büroberufe werden in Bayern die Schülerinnen und Schüler der Ausbildungsberufe Kaufleute für Büromanagement, Bürokaufleute und Informatikkaufleute innerhalb von drei Jahren Vollzeitschule mit 22 Wochen Praktikum zur IHK-Prüfung und zum schulischen Abschluss, gegebenenfalls mit Mittlerem Schulabschluss, geführt.
Die berufsbildenden Berufsfachschulen für Büroberufe gibt es in Regensburg, Nürnberg und am  Beruflichen Schulzentrum für Wirtschaft und Datenverarbeitung in Würzburg.